# St. Matthias (Theinfeld)

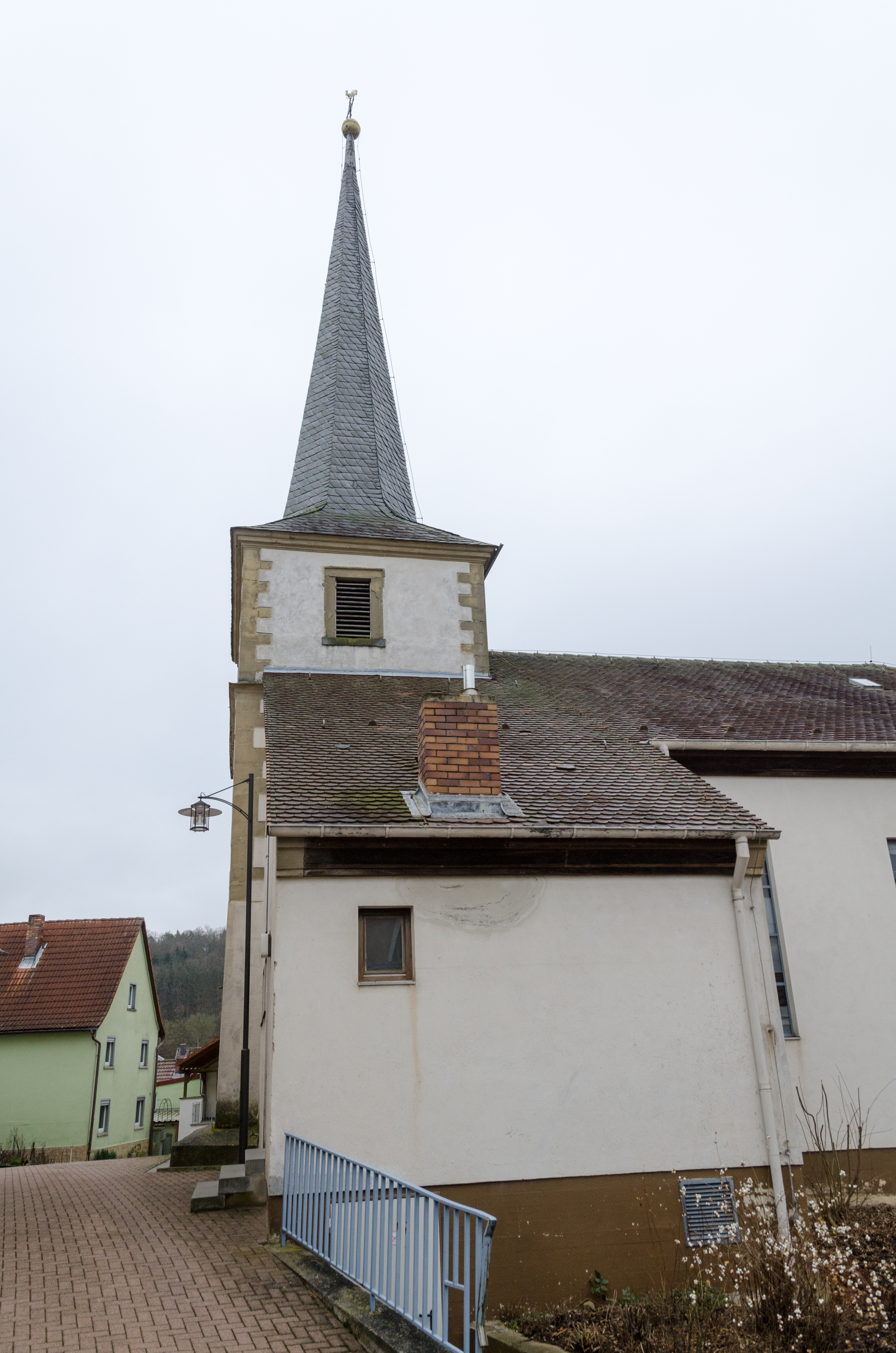
Die St. Matthias-Kirche

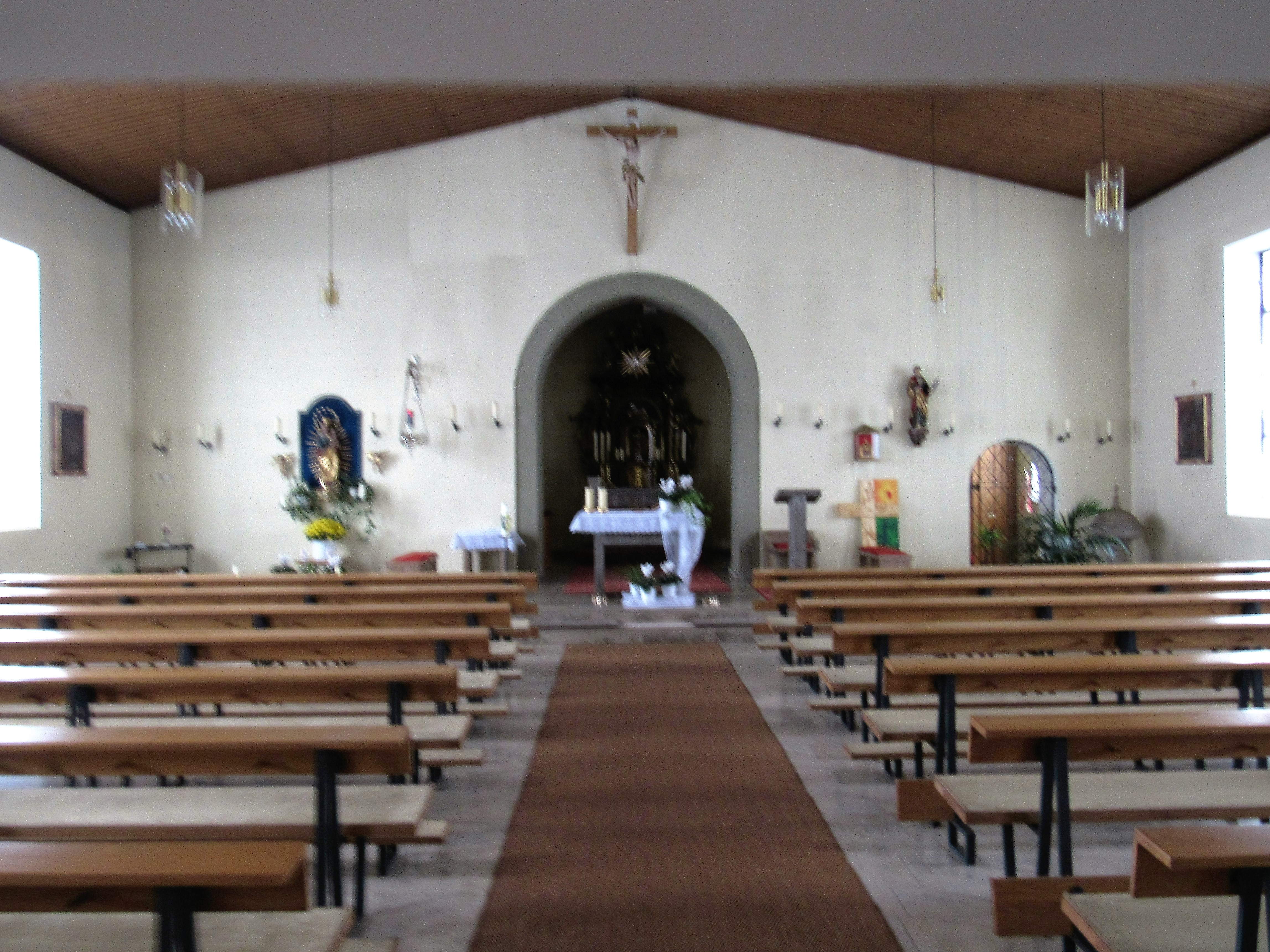
Innenraum der Kirche

Die römisch-katholische Kirche St. Matthias befindet sich im bayerischen Theinfeld, einem Stadtteil der Gemeinde Thundorf im unterfränkischen Landkreis Bad Kissingen. Sie ist dem Apostel Matthias geweiht.
Die Kirche gehört zu den Thundorfer Baudenkmälern und ist unter der Nummer D-6-72-157-33 in der Bayerischen Denkmalliste registriert.

## Geschichte
Die heutige St. Matthias-Kirche geht auf eine Kapelle zurück, die bereits für das 14. Jahrhundert belegt ist. Möglicherweise handelte es sich bei dieser ersten Kapelle um eine Wehrkapelle.
Diese ehemalige, ursprünglich katholische Kapelle wurde nach der Reformation zunächst evangelisch und später als Simultankirche von beiden Konfessionen genutzt. Im Jahr 1599 wurde der Kirchturm an der östlichen Giebelseite der Kapelle erbaut. Eine Inschrift an der Süd-Ost-Ecke des Turmes unter dem Wasserschlaggesims des zweiten Turmgeschosses lässt auf das Erbauungsjahr 1599 sowie einen Veit Hert als Erbauer schließen. Im Rahmen des Kirchturmbaus wurden Chor und Kirchenschiff durch einen Durchbruch durch die östliche Kirchenmauer miteinander verbunden.
Im Jahr 1747 wurde die Kapelle um etwa drei Meter erweitert, der Eingang von der Westseite auf die Südseite verlegt sowie das dritte Turmgeschoss mit drei Schallfenstern und der Julius-Echter-Turm aufgesetzt. Im Jahr 1753 bekam die Gemeinde vom Kloster Bildhausen den um 1700 entstandenen, mehrfach überarbeiteten und noch heute vorhandenen Hochaltar geschenkt. Im Jahr 1838 erfolgte ein erneuter Umbau, in dessen Rahmen eine neue Orgel aufgestellt wurde.
Im Jahr 1972 wurde dieser ehemalige Kirchenbau großteils abgerissen (lediglich der Turm und der Altarraum wurden erhalten) und durch die heutige, viel größere St. Matthias-Kirche ersetzt. Sie ist nun rein katholisch, da im Ort nur noch wenige evangelische Bürger leben.